# Cimiteri di Livorno

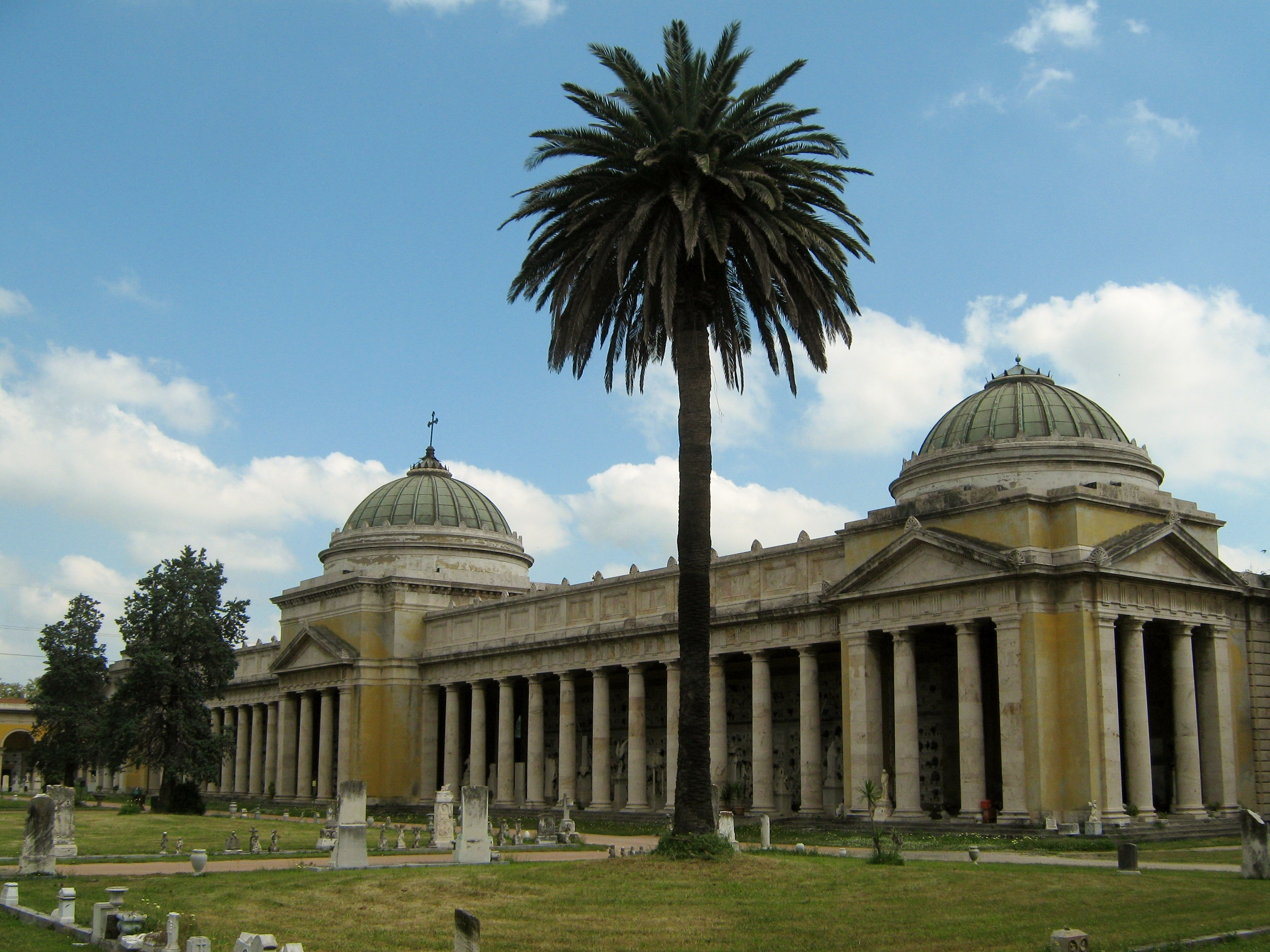
Cimitero comunale dei Lupi

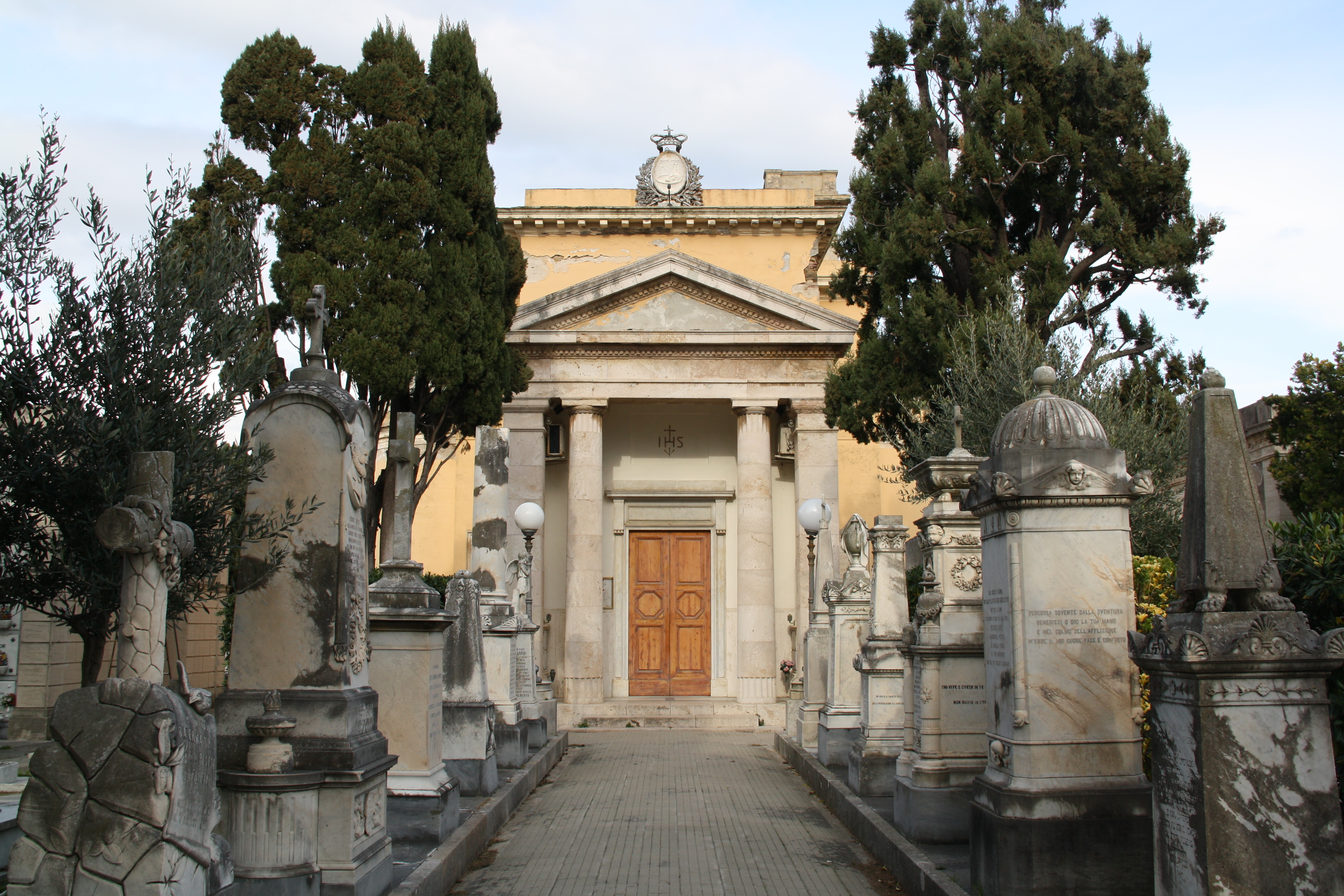
Cimitero della Misericordia

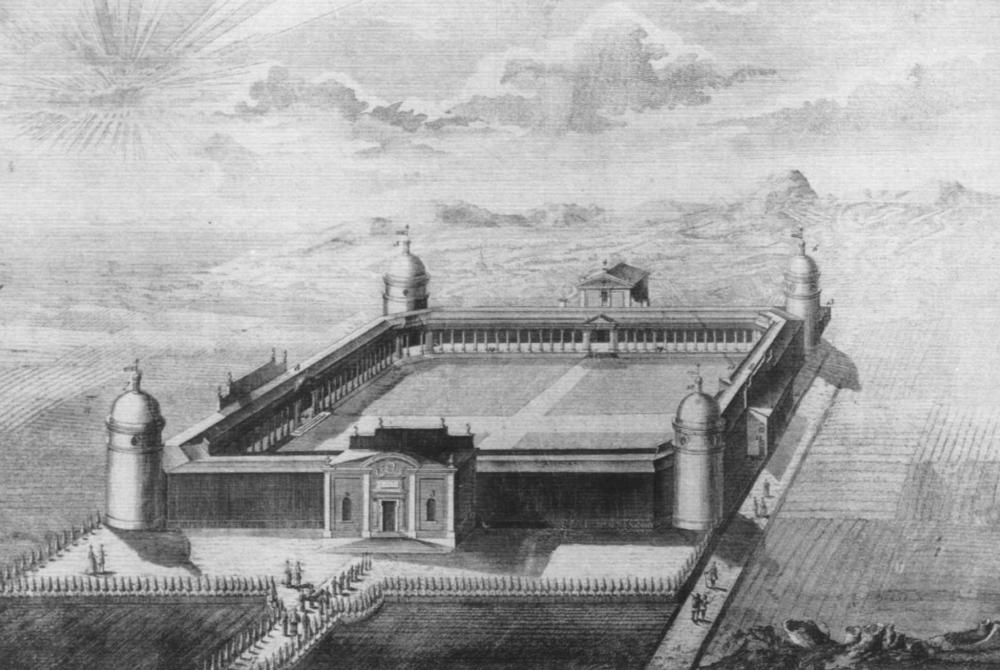
Cimitero cattolico presso l'attuale seminario Gavi

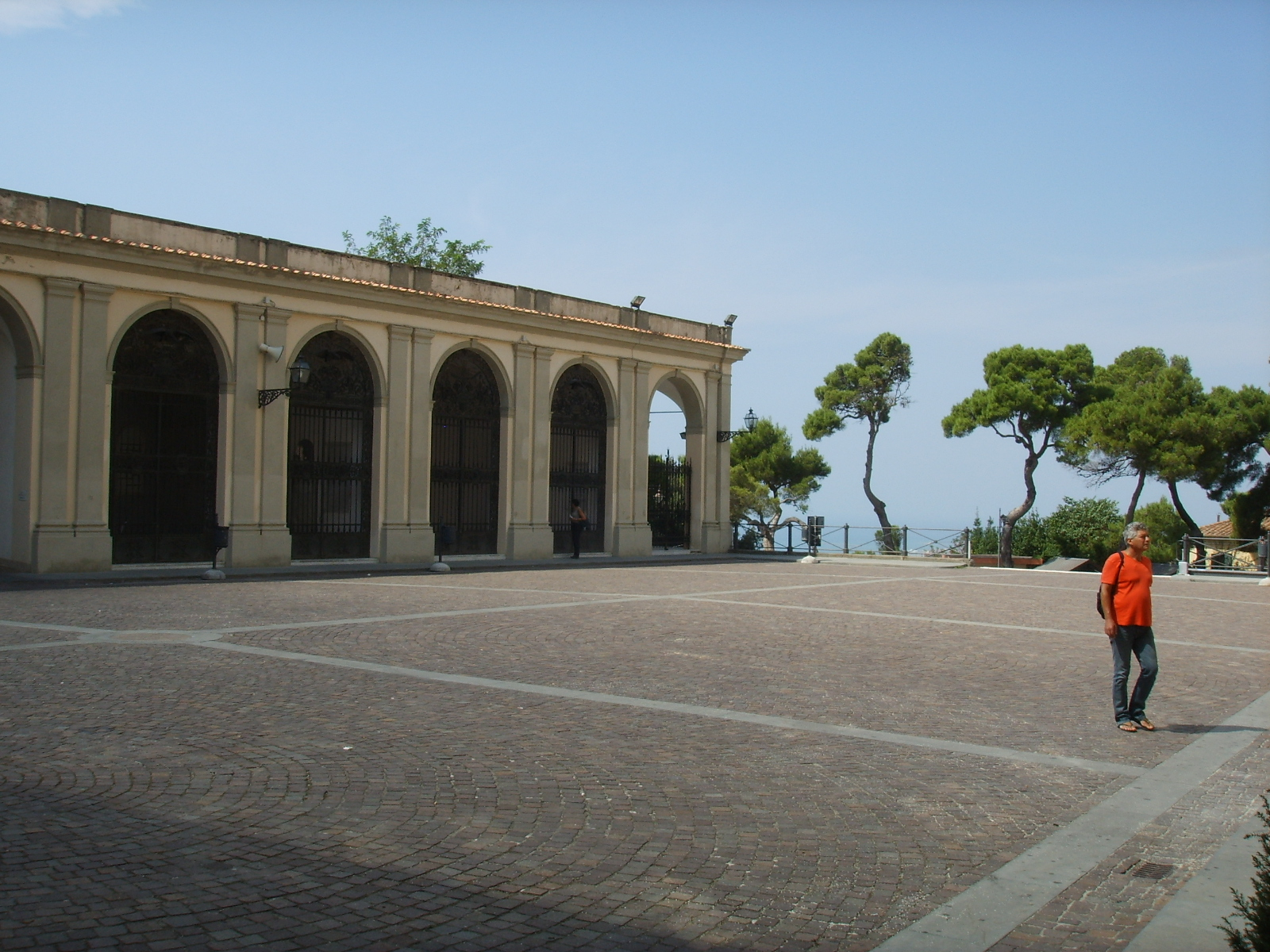
Famedio di Montenero

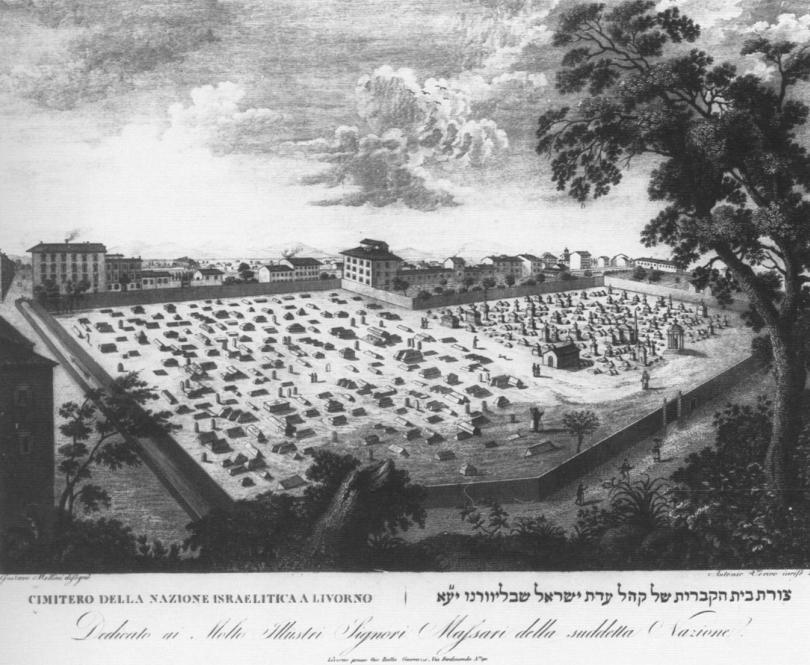
Cimitero nuovo degli ebrei (attuale via Zola - via Galilei)

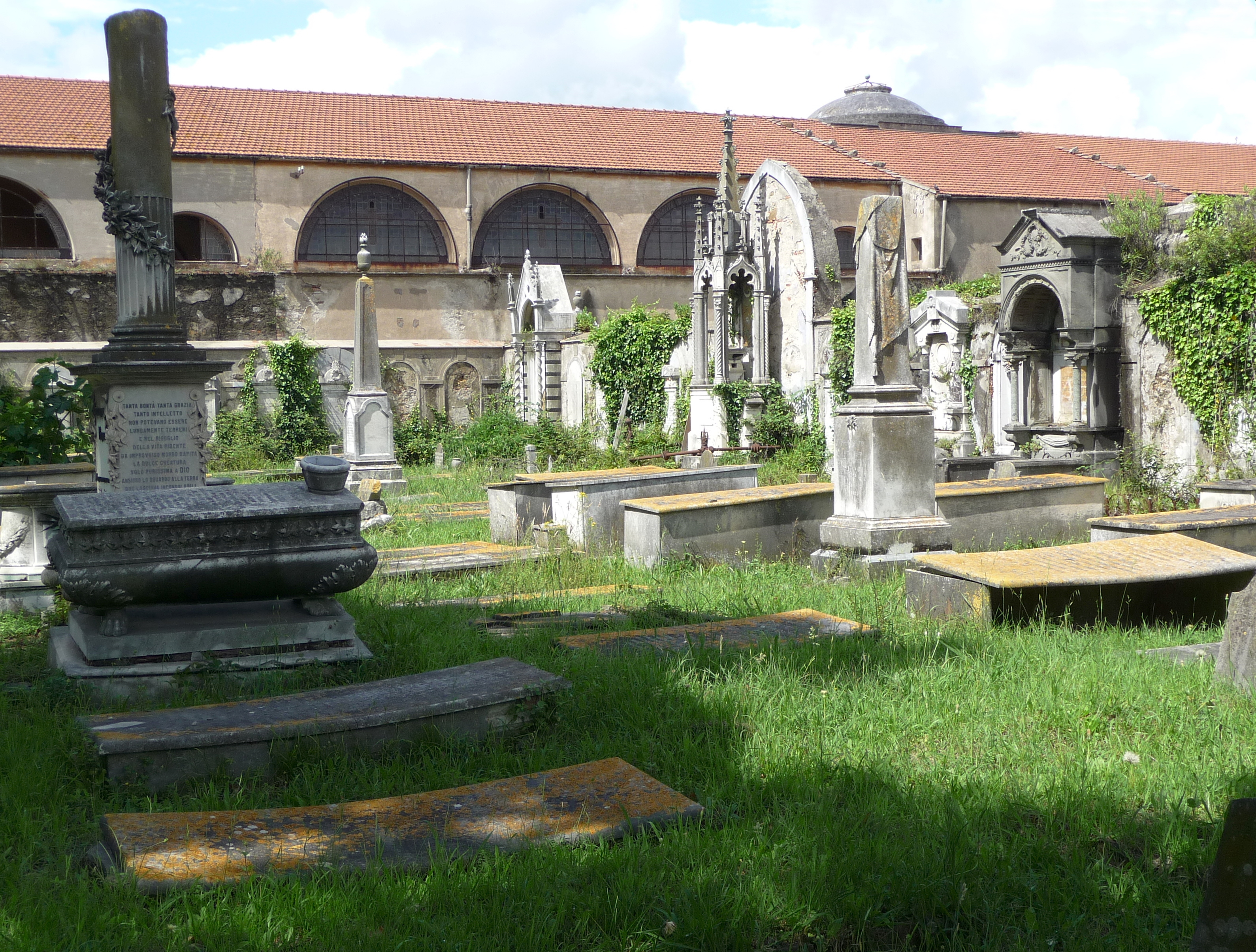
Cimitero ebraico dei Lupi

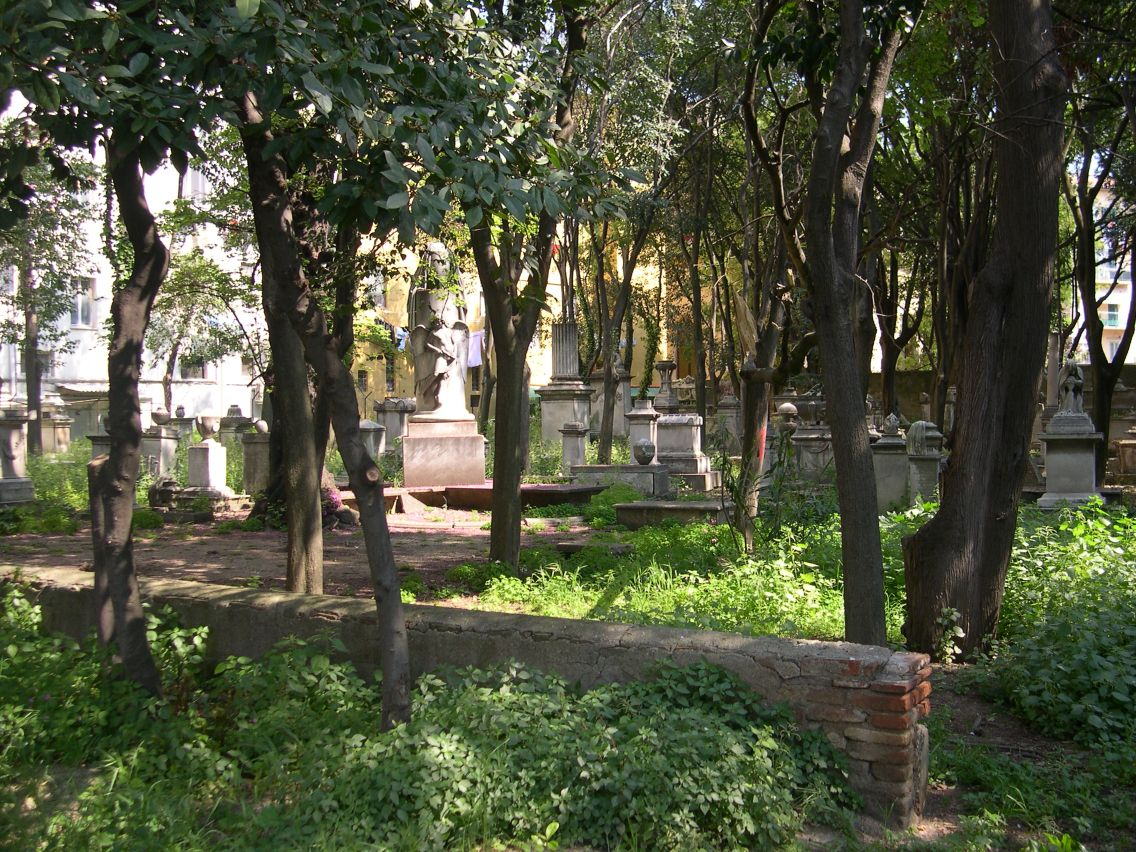
Cimitero degli inglesi di via Verdi, in degrado

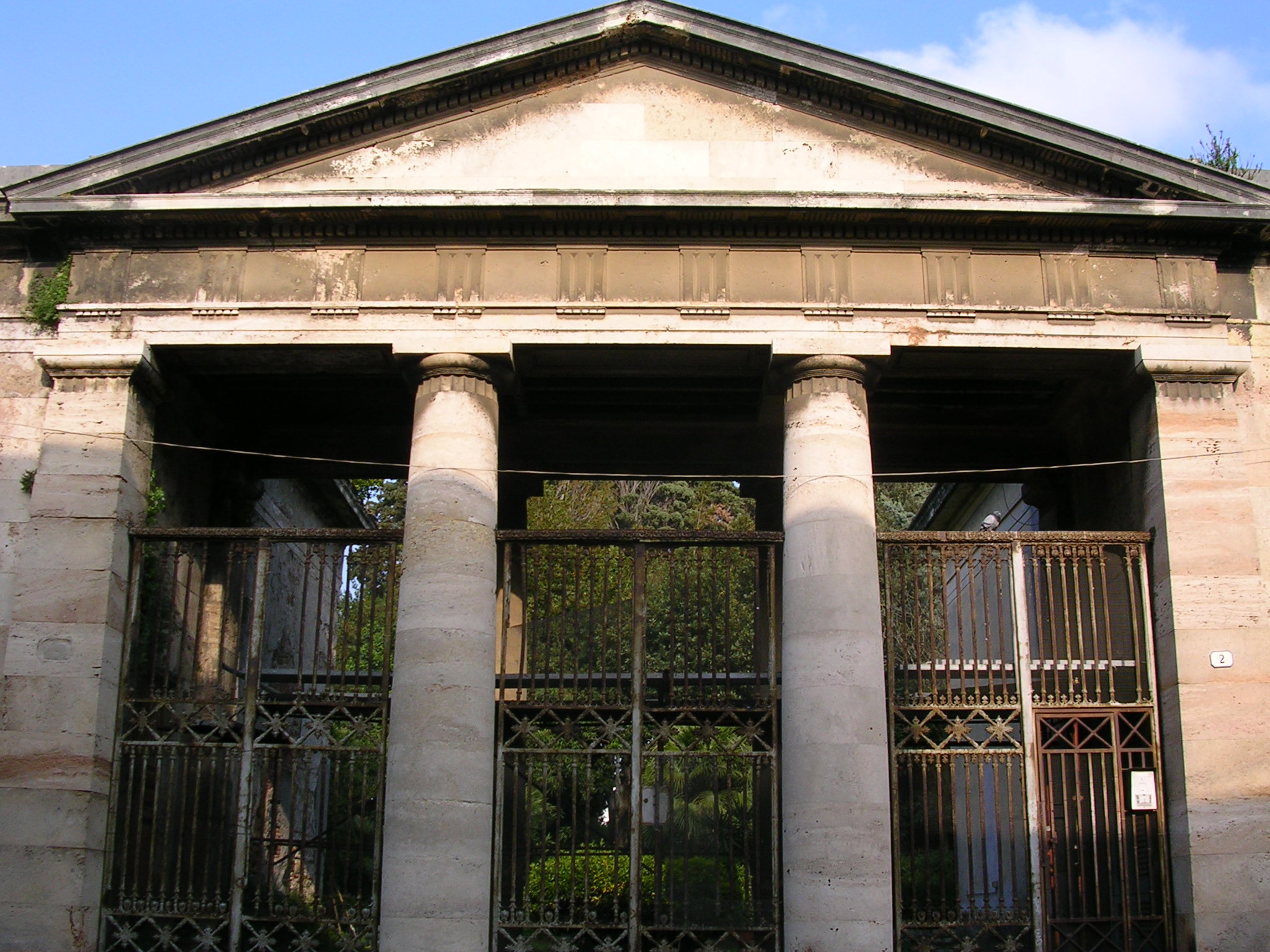
Cimitero degli inglesi di via Pera

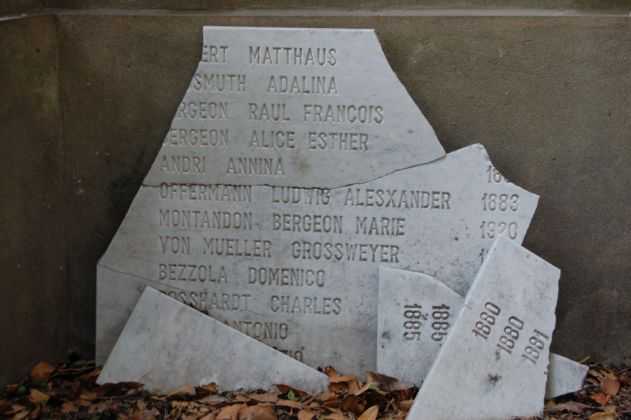
Lapide nel cimitero della Congregazione olandese alemanna

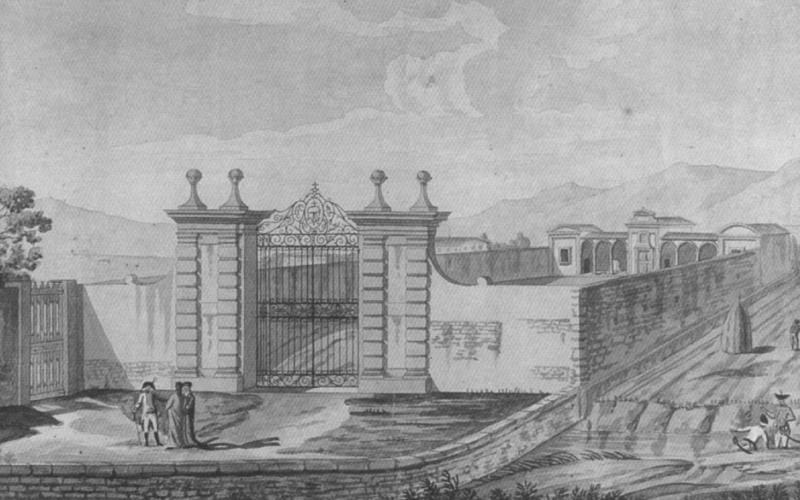
Primo cimitero greco-ortodosso (zona a margine dell'attuale piazza del Cisternone)

Lista dei principali cimiteri di Livorno.

## Storia

### I cimiteri pubblici e cattolici
Anticamente Livorno disponeva di un camposanto adiacente all'antica chiesa di Santa Maria e Giulia, scomparsa nel XVI secolo e situata di fronte al Mastio di Matilde.
Poi fu aperto un cimitero presso la chiesa di Sant'Antonio.
Nei primi anni del Seicento fu predisposto un ulteriore spazio per il seppellimento dei defunti lungo la chiesa di Santa Giulia, ma un secolo più tardi fu trasferito nel quartiere della Venezia Nuova, nell'area in seguito occupata dal palazzo del Refugio.
Pertanto le autorità decisero di realizzare un cimitero all'esterno della città fortificata, lungo la via per Pisa, nella zona identificabile con l'attuale piazza II Giugno. Aperto nel 1759, era denominato della "Palla al maglio" essendo situato presso il campo di tale gioco. Nel 1770 fu oggetto di ampliamento con relativa benedizione il 20 maggio da parte del preposto alla collegiata, Angiolo Franceschi. Fu utilizzato fino al 1777, anno in cui fu aperto, ancora incompleto, un vasto camposanto dove oggi si trova il complesso formato dal seminario Girolamo Gavi e dalla chiesa di Sant'Andrea. Quest'ultimo fu eretto a partire dal giugno del 1775, come un vasto quadrilatero con porticati e fu completato ufficialmente il 15 novembre 1778, quando il prevosto alla collegiata, Antonino Baldovinetti benedì la cappella maggiore e le altre sei appartenenti alle varie confraternite. Trent'anni dopo fu interdetto perché troppo vicino alle abitazioni e le sepolture furono trasferite nella zona di Santo Stefano ai Lupi.
All'epoca in città esistevano anche altri due cimiteri cattolici nella parrocchia di San Jacopo (uno pubblico ed uno privato), ma in seguito furono interdetti, mentre quelli dei borghi suburbani continuarono ad essere utilizzati, spesso dopo essere stati ricostruiti ai margini degli abitati.
Altri spazi cimiteriali sorsero nell'Ottocento lungo la via per Ardenza, dove tra il 1843 ed il 1859 furono costruiti quelli della Misericordia e della Purificazione.
Successivamente, presso il cimitero comunale dei Lupi, fu aperto quello di Santa Giulia (1886), dove, dall'inizio del Novecento, riposa il canonico, nonché erudito di storia livornese, Giuseppe Piombanti.

### I cimiteri delle Nazioni
La presenza in città di numerose comunità straniere determinò l'apertura di spazi cimiteriali dedicati alle diverse nazioni e confessioni religiose.
Le Leggi Livornine favorirono infatti l'afflusso in città di importanti mercanti stranieri dalla fine del XVI secolo: greci, francesi, olandesi-alemanni, armeni, inglesi, ebrei ed altri giunsero a Livorno richiamati dai privilegi garantiti dal granduca Ferdinando I de' Medici, contribuendo in maniera determinante sia all'affermazione economica del porto franco, che ad importanti iniziative di carattere culturale e sociale.
I cattolici mantennero generalmente la propria identità nazionale anche per quanto concerne le sepolture: ad esempio i primi membri della Congregazione olandese alemanna poterono essere sepolti sotto il proprio altare, dedicato a sant'Andrea, nella chiesa della Madonna, così come gli armeni, alcuni dei quali furono inizialmente inumati nella chiesa armena di San Gregorio Illuminatore (oltre che in altre chiese cittadine) e, successivamente, in un cimitero nazionale vero e proprio (scomparso).
Invece, per gli acattolici le disposizioni dell'Inquisizione erano molto severe, tanto che non poterono realizzarsi cimiteri protestanti fino alla metà del Seicento; per molti anni essi non poterono comunque essere recintati o caratterizzati da sepolcri monumentali.
Il primo cimitero acattolico-protestante fu il cimitero degli inglesi, al quale fecero seguito il Giardino della Congregazione olandese alemanna e quello greco-ortodosso. A causa dello sviluppo della città, negli anni quaranta dell'XIX secolo tali impianti furono chiusi e sostituiti da nuovi spazi cimiteriali in luoghi più periferici. Vi era anche un cimitero per i turchi, che tuttavia fu demolito alla fine dell'Ottocento.
Una nota a parte meritano i grandi cimiteri appartenenti all'importante comunità ebraica di Livorno, che furono in qualche modo tollerati dall'Inquisizione e che, per le loro dimensioni, caratterizzarono la forma urbana della città dal Seicento fino all'inizio del XX secolo; in questo arco di tempo furono infatti costruiti quattro cimiteri, dei quali, ad oggi, restano solo gli ultimi due.

## Elenco dei cimiteri monumentali
Cimitero comunale dei LupiSorge a nord della città e fu realizzato nei primi anni dell'Ottocento. Contiene edifici di forme neoclassiche schermati da ampi porticati.
Cimitero della PurificazioneSi incontra sulla via che dal centro di Livorno porta verso Ardenza. Fu aperto nel 1859 e qui si trovano le tombe di importanti famiglie livornesi, come quelle Fabbricotti e Ciano.
Cimitero della MisericordiaÈ adiacente a quello della Purificazione e fu aperto nel 1843, sebbene alcuni ampliamenti furono eseguiti nella seconda metà dell'Ottocento ad opera di Dario Giacomelli. Qui si trova la tomba di Pietro Mascagni.
FamedioUbicato sul colle di Montenero, dinnanzi il santuario mariano, si tratta di una sorta di pantheon dove sono sepolti livornesi illustri, quali Giovanni Fattori e Francesco Domenico Guerrazzi.
Cimiteri ebraiciGli unici giunti fino ai giorni nostri sono il cimitero degli Ebrei di viale Ippolito Nievo (realizzato nella prima metà del XIX secolo e in uso fino all'inizio del Novecento) e quello prossimo al cimitero comunale dei Lupi, ancora utilizzato.
Cimitero degli inglesi di via VerdiTra i primi luoghi di sepoltura protestanti in Italia, custodisce la tomba di Tobias Smollett. Si trova nei pressi della chiesa di San Giorgio, già luogo di culto della comunità anglicana.
Cimitero degli inglesi di via PeraSorto nell'Ottocento su disegno di Angiolo della Valle, è un piccolo lotto di terreno cinto da un alto muro e aperto da un pronao classicheggiante.
Cimitero greco-ortodosso di via MastacchiAperto intorno al 1840, ospita al suo interno la cappella della Dormizione di Maria, l'attuale sede delle celebrazioni religiose ortodosse dopo la distruzione della settecentesca chiesa della Santissima Trinità.
Cimitero della Congregazione olandese alemannaÈ adiacente a quello greco-ortodosso e fu realizzato in sostituzione del più antico cimitero protestante detto "Giardino degli Olandesi". Qui si trovano le tombe delle famiglie Mayer e Kotzian.
Cimitero degli ArmeniOggi scomparso, insieme a gran parte della chiesa nazionale, si trovava non distante dal cimitero greco ed olandese. Vi si trovava la tomba di Gregorio Sceriman, artista e letterato.
Cimitero turcoNon più esistente, si trovava nella zona della Bellana dove è l'attuale piazzetta. fu aperto per i mercanti ottomani nel 1762 e fu demolito nel 1872. Era caratterizzato da un alto muro merlato di colore rosso. Le sepolture turche furono quindi traslate dietro al cimitero dei Lupi.